# Doolittle (Misuri)
Doolittle es una ciudad ubicada en el condado de Phelps en el estado estadounidense de Misuri. En el Censo de 2010 tenía una población de 630 habitantes y una densidad poblacional de 90,59 personas por km².

## Geografía
Doolittle se encuentra ubicada en las coordenadas 37°56′30″N 91°53′8″O / 37.94167, -91.88556. Según la Oficina del Censo de los Estados Unidos, Doolittle tiene una superficie total de 6.95 km², de la cual 6.95 km² corresponden a tierra firme y (0.04%) 0 km² es agua.

## Demografía
Según el censo de 2010, había 630 personas residiendo en Doolittle. La densidad de población era de 90,59 hab./km². De los 630 habitantes, Doolittle estaba compuesto por el 97.46% blancos, el 0% eran afroamericanos, el 0.63% eran amerindios, el 0.32% eran asiáticos, el 0% eran isleños del Pacífico, el 0% eran de otras razas y el 1.59% pertenecían a dos o más razas. Del total de la población el 0% eran hispanos o latinos de cualquier raza.